# Museu de História Local de Melitopol
O Museu de História Local de Melitopol (em ucraniano: Мелітопольський краєзнавчий музей) é um museu em Melitopol, na Ucrânia. Exibe objectos relacionados com a história e a natureza da região, e está localizado na antiga Mansão Chernikov, construída em 1913. Em 2022 a sua diretora era Leila Ibragimova.

## História
A colecção do museu começou em 1900, quando o Melitopol Zemstvo comprou uma colecção de 180 pássaros taxidermizados por 750 rublos. Em 1910, a colecção do Zemstvo foi combinada com a colecção da Melitopol realschule. A 1 de Maio de 1921, o Museu Regional de Melitopol foi inaugurado num prédio na rua Dzerzhinsky e o primeiro diretor do museu foi o professor D. Serdyukov.
A partir de 1928, o museu passou a ocupar três pequenas salas e um corredor. As três salas incluíam departamentos históricos e naturais, bem como etnográficos e arqueológicos. Embora o museu tivesse muitas exposições, a falta de espaço e a organização assistemática do material museológico, segundo o diretor do museu, I. P. Kurylo-Krymchak, dificultavam o acesso ao acervo.
No início da década de 1930, Kurylo-Krymchak lançou um extenso trabalho de conservação, protegendo as reservas naturais da Pryazovia do Norte da captura para fins agrícolas. No entanto, em Janeiro de 1935, foi demitido do museu e preso. Durante a Segunda Guerra Mundial foi nomeado prefeito de Melitopol pelos alemães e retomou o trabalho no museu, mais uma vez como o seu diretor.
Em 1967, o museu mudou-se para a antiga mansão Chernikov na Rua Karl Marx (agora Rua Mykhailo Hrushevsky). A partir de 1971, o diretor do museu foi B. D. Mikhailov. Em 1972, o diorama "Assalto pelas tropas soviéticas da linha Wotan em outubro de 1943" foi criado no museu.
A 10 de março de 2022, após o ataque russo à cidade, a diretora do museu, Leila Ibragimova, foi presa na sua casa pelas forças russas e ficou detida em local desconhecido. Também foi relatado que as tropas russas roubaram uma colecção de ouro cita, que foi descoberto por arqueólogos na década de 1950. Ao todo, as tropas russas saquearam pelo menos 198 itens de ouro, armas antigas raras, moedas de prata centenárias e medalhas especiais, disse Ibrahimova.

## Galeria

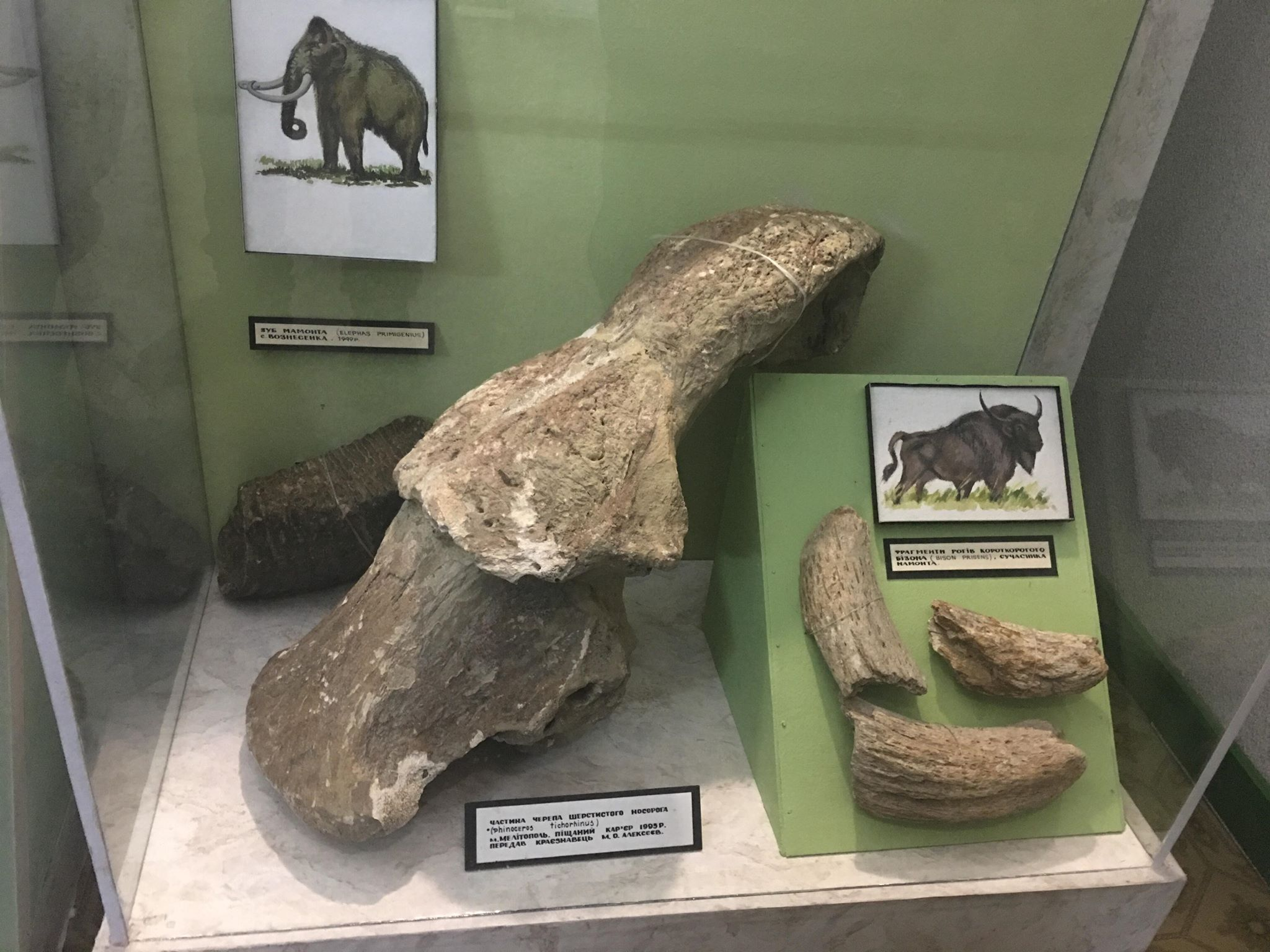
Fauna da Era do Gelo no museu
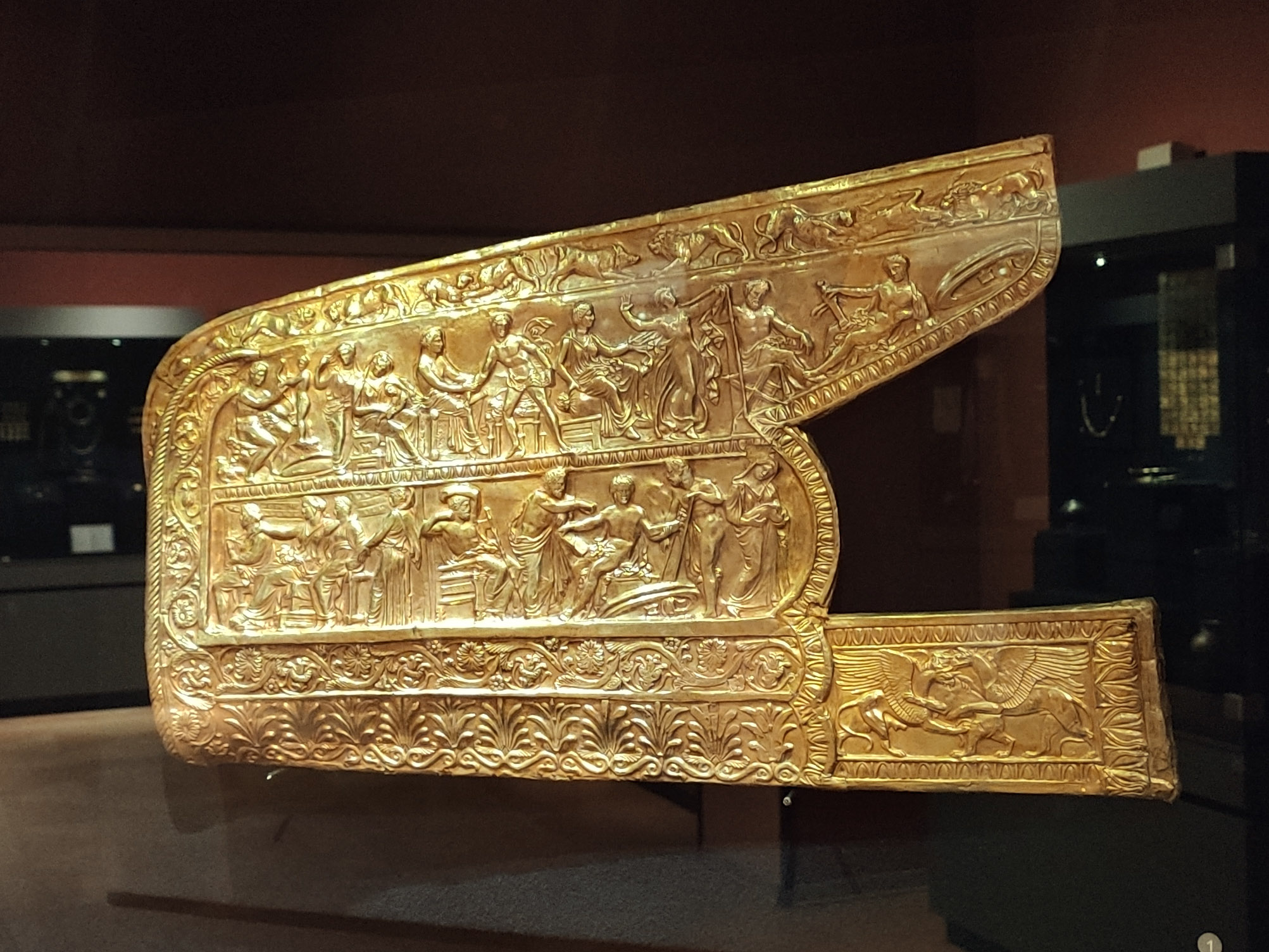
Gorytos dourados citas
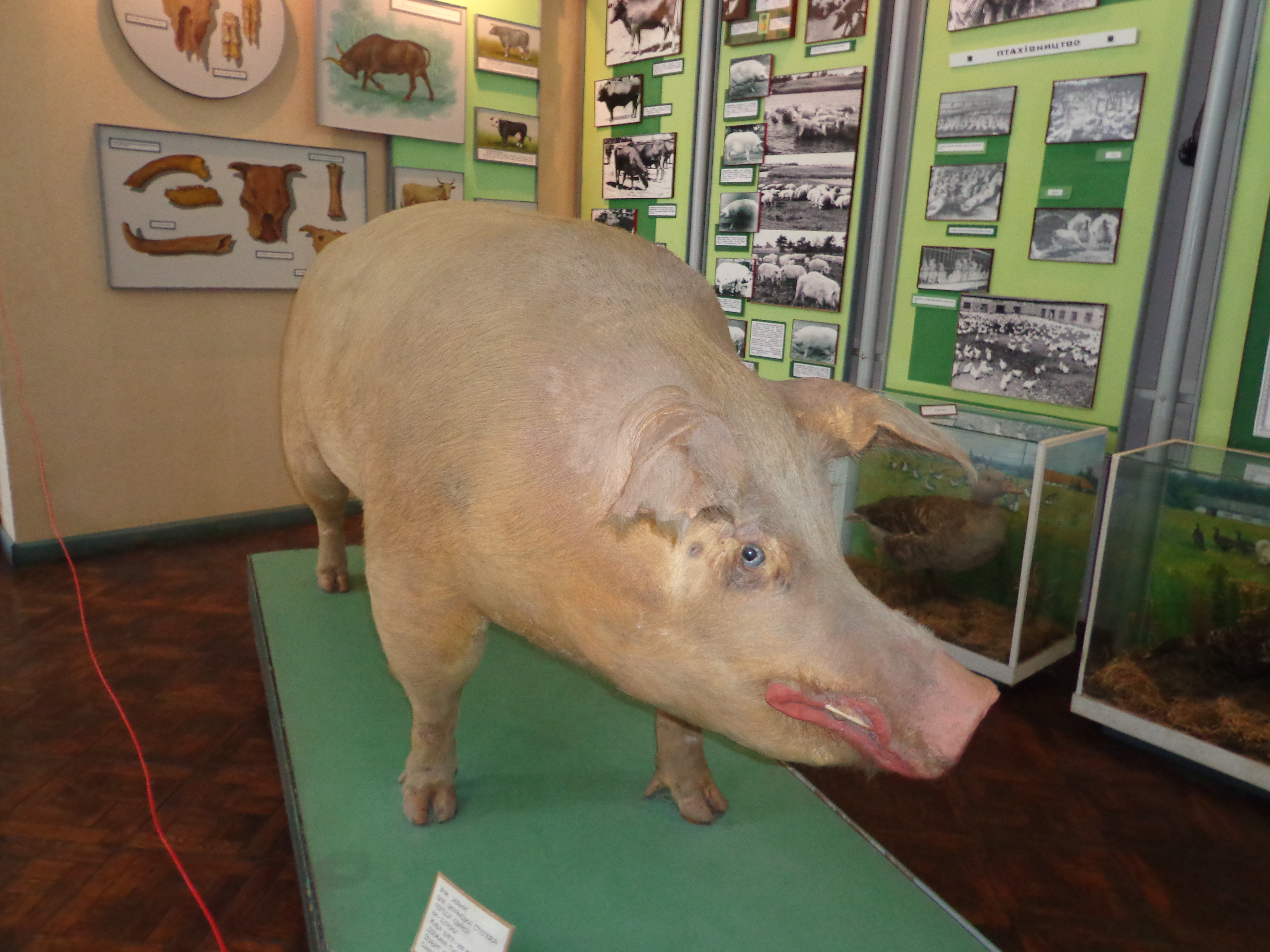
Porco
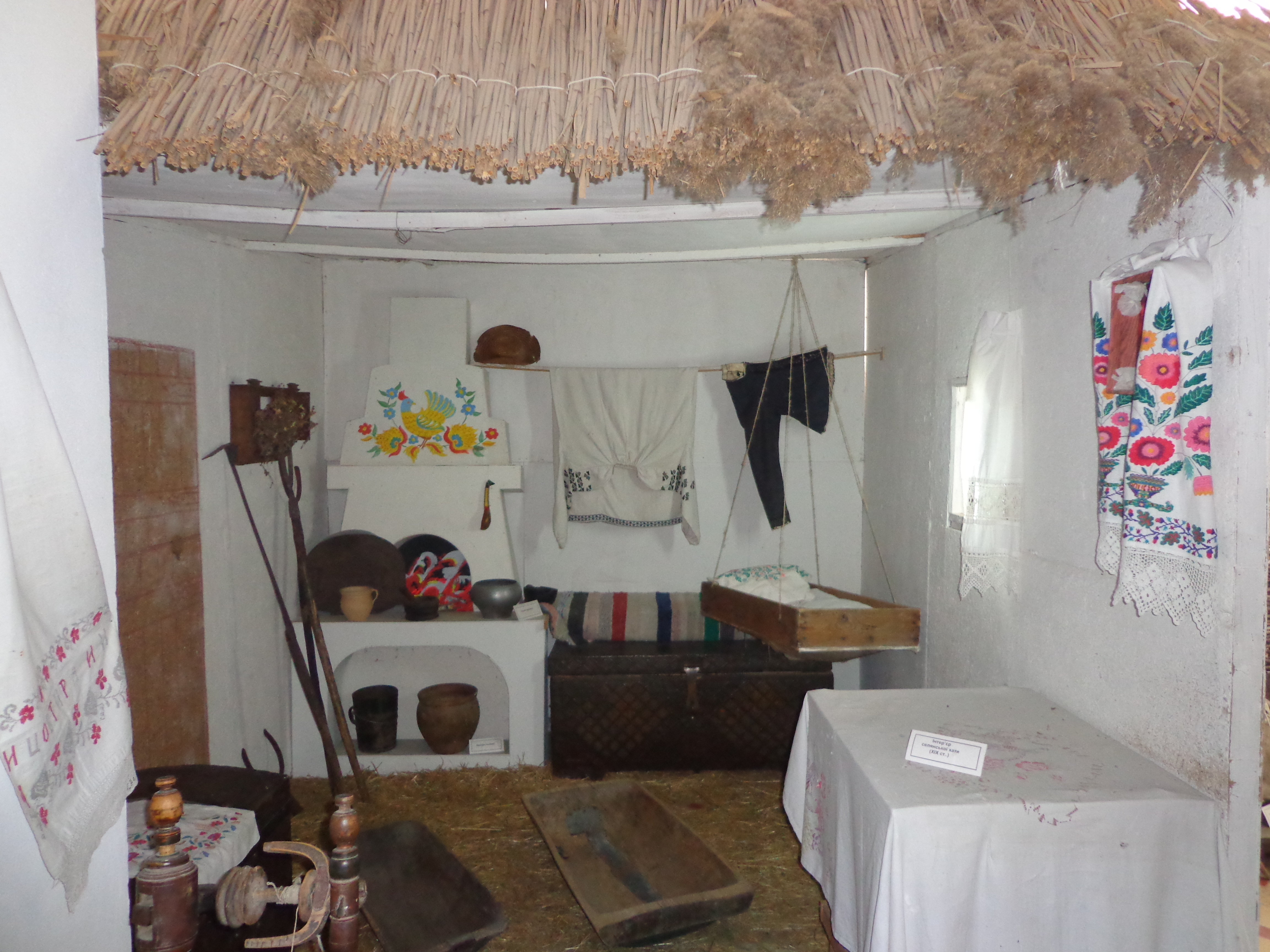
Exibição folclórica
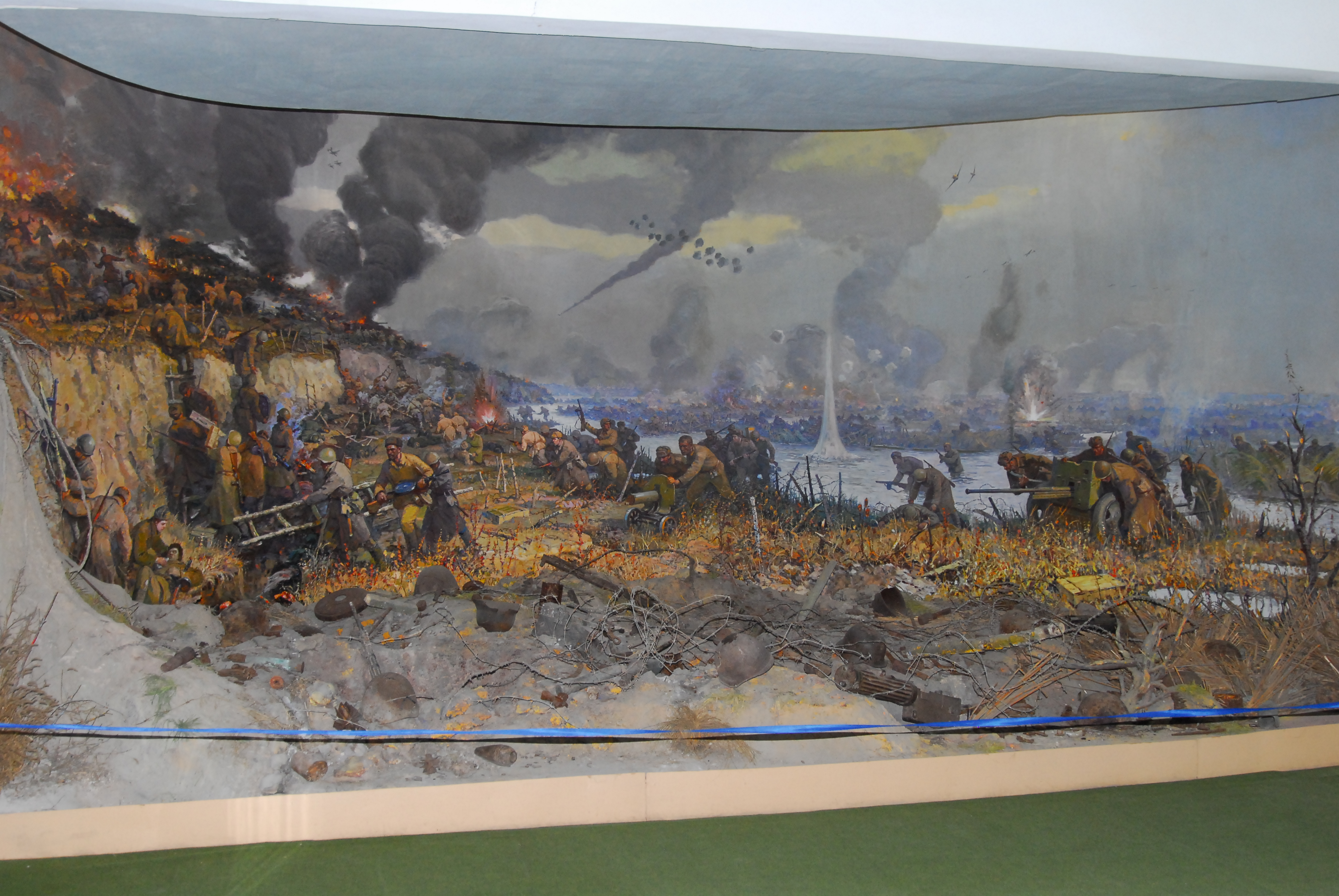
Diorama